# Russell Thomas
Russell Thomas (Miami, 1977) è un tenore statunitense. Ha interpretato ruoli di primo piano in alcuni dei principali teatri d'opera del mondo, tra cui il Metropolitan Opera, la Los Angeles Opera, l'English National Opera, la Deutsche Oper Berlin e la Royal Opera House, Covent Garden, tra gli altri.

## Biografia

### Primi anni
Nato a Miami, in Florida, Thomas non scoprì la sua voce fino all'età di 18 anni, quando un insegnante di canto gli suggerì che avrebbe potuto fare una carriera nel canto. Continuò a studiare musica al conservatorio e ha cantato nel coro dell'Opera di Miami come studente universitario. Thomas è diventato un giovane artista con il Seattle Opera Artist Young Artist Program, la Florida Grand Opera, l'Opera Theatre of Saint Louis e l'Opera di Sarasota. Ha continuato a far parte del Lindemann Young Artist Development Program della Metropolitan Opera.

### Carriera
Thomas ricopre ruoli di tenore nei principali teatri del mondo, principalmente gli eroi di Giuseppe Verdi e altri ruoli spinti e drammatici.
È apparso ne I masnadieri di Verdi con la Washington Concert Opera, alla Deutsche Oper Berlin nel ruolo di Don Carlo di Verdi, nel ruolo di Andres in Wozzeck con la Metropolitan Opera, nel ruolo del protagonista ne I racconti di Hoffmann con la Seattle Opera e il principe in Rusalka con Opera North Carolina.
Ha anche cantato il ruolo di Tito nella La clemenza di Tito di Mozart alla Metropolitan Opera, e alla Royal Opera House, Covent Garden è apparso come Gabriele Adorno nel Simon Boccanegra di Verdi.